# Бляховня
Бляховня (пол. Blachownia)  —  город  в Польше, входит в Силезское воеводство,  Ченстоховский повят. Административный центр городско-сельской гмины Бляховня. Занимает площадь 36,53 км². Население — 9967 человек (на 2004 год).